# Pailly (Svizzera)
Pailly (toponimo francese) è un comune svizzero di 534 abitanti del Canton Vaud, nel distretto del Gros-de-Vaud.

## Monumenti e luoghi d'interesse
- Chiesa riformata di San Giovanni Evangelista, attestata dal 1154[1].

## Società

### Evoluzione demografica
L'evoluzione demografica è riportata nella seguente tabella:
Abitanti censiti

## Amministrazione
Ogni famiglia originaria del luogo fa parte del cosiddetto comune patriziale e ha la responsabilità della manutenzione di ogni bene ricadente all'interno dei confini del comune.